# Lelów

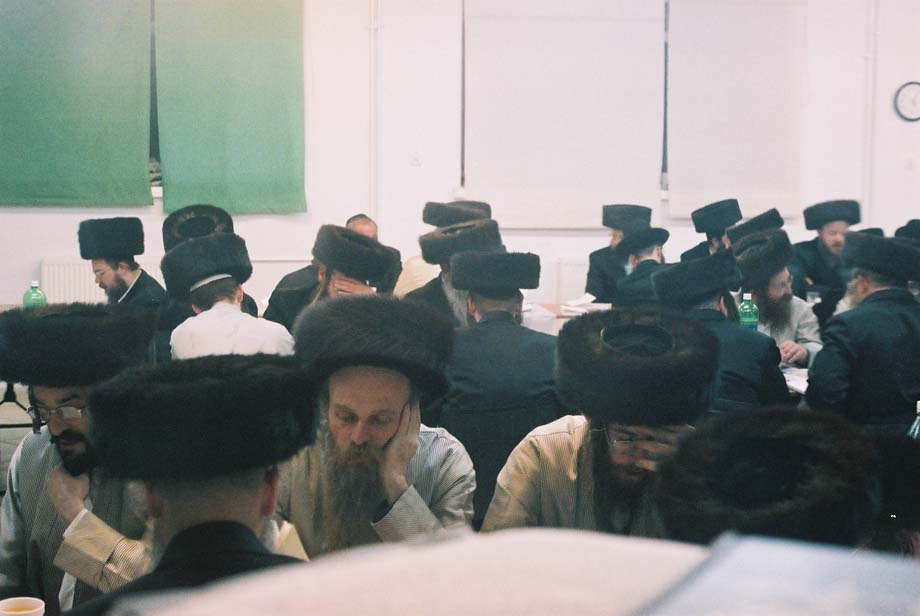
Chasydzi w synagodze w Lelowie

Lelów (jid. לעלאוו, hebr. ללוב) – wieś w Polsce położona w województwie śląskim, w powiecie częstochowskim, siedziba gminy wiejskiej Lelów. Był miastem królewskim Korony Królestwa Polskiego.
Liczba mieszkańców w 2021 roku wynosiła około 1 118.

## Położenie
Lelów jest miejscowością położoną na Wyżynie Przedborskiej, na obszarze Progu Lelowskiego Miejscowość znajduje się północno-zachodniej części Małopolski, ok. 43 km na wschód od Częstochowy, 84 km na północny zachód od Krakowa oraz 238 km na południowy zachód od Warszawy.
W latach 1975–1998 Lelów należał administracyjnie do województwa częstochowskiego. Od 1999 roku znajduje się w województwie śląskim.

## Nazwa
Nazwa Lelowa może wywodzić się od bożyszcza Lelum, znanego również jako Kastor, który miał być czczony przez dawnych Słowian. W słowiańskich wierzeniach Lelum i Polelum byli braćmi, bóstwami opiekuńczymi, kojarzonymi z kultem płodności i ochrony rodziny. Możliwe, że w Lelowie, podobnie jak na Łysej Górze, odbywały się rytuały związane z kultem Lelum, podczas których składano ofiary w jego imieniu.

## Historia

### Okres przedlokacyjny
W okresie wczesnośredniowiecznym na terenie Małopolski istniała rozbudowana sieć osad służebnych, które pełniły wyspecjalizowane funkcje na rzecz dworu książęcego. Przykładami takich osad są Psary, Sokolniki i Woźniki. Każda z tych wsi była zamieszkana przez ludność, która specjalizowała się w określonych zadaniach: Psary były związane z hodowlą psów myśliwskich, Sokolniki z sokolnictwem, a Woźniki z transportem i obsługą wozów. Te specjalistyczne wsie świadczyły usługi na rzecz książęcych dworów, co wskazuje na istnienie dobrze zorganizowanej struktury społecznej i gospodarczej.

### Początki miasta
Początki historii Lelowa sięgają XII wieku. Pierwsza wzmianka o tej miejscowości pojawia się w 1193 roku w bulli papieża Celestyna III, w której wspomniane są karczmy „thabernae Lelov” na terenie dzisiejszego Staromieścia. Dokument ten potwierdza istnienie osady w XII wieku, wskazując na jej znaczenie jako punktu na szlaku handlowym. W tym czasie Lelów funkcjonował już jako dobrze rozwinięta wioska, która była częścią dóbr należących do wymienionych kanoników z Wrocławia.
Rocznik kapituły krakowskiej zawiera pod rokiem 1246 wiadomość o wyprawie zbrojnej Konrada księcia mazowieckiego na Kraków i wzniesieniu przez niego grodu w Lelowie. W tym samym roku Konrad I Mazowiecki, jego syn Kazimierz oraz Mieszko Opolski budują gród („edificant castrum”) nad Białką. Natychmiastową reakcją księcia krakowskiego i sandomierskiego Bolesława Wstydliwego było zajęcie grodu i jego zburzenie.
W roku 1250 pojawia się kolejna wzmianka o miejscowości w łacińskim dokumencie z 1250 roku wydanym przez papieża Innocentego IV w Lyonie gdzie wieś zanotowana została jako „villa Lelov”.
Pod rokiem 1260 rocznik informuje o akcji Kazimierza, syna Konrada, który odbudował gród w Lelowie, narażając się na identyczną reakcję. Gród w Lelowie, wzmiankowany był jako „castrum in Lelow” w 1246 roku i „castrum Lelou” w 1260 roku
W wyniku braku bezpieczeństwa, mieszkańcy Lelowa coraz częściej migrowali na teren podgrodzia, znajdujący się w zakolu rzeki Białki, w pobliżu ruin grodu związanego z księciem mazowieckim Konradem I i księciem kujawskim Kazimierzem Konradowicem. Migracja ta sprzyjała spontanicznemu, nieplanowanemu rozwojowi tej osady. Proces ten nasilił się po odbudowaniu grodu w Lelowie około 1291 roku przez księcia Władysława Łokietka, syna Kazimierza i wnuka Konrada. Gdy w 1304 roku Władysław Łokietek, wracając z wygnania, zajął Lelów, usunął czeską załogę z zamku lelowskiego i ustanowił tam swego kasztelana, pełniącego funkcję burgrabiego. W tym czasie podgrodzie lelowskie było już znaczącą osadą.
W XIII wieku Lelów zyskał na znaczeniu, stając się siedzibą kasztelanii. Kasztelania lelowska wspomniana w dokumencie z 1307 roku (Castellania Leloviensis) budzi kontrowersje. Zygmunt Wojciechowski kwestionował jej istnienie w XIII i XIV wieku, sugerując, że była to tylko pozostałość dawnej struktury administracyjnej. Karol Buczek uznał, że termin „kasztelania” miał jedynie znaczenie topograficzne. Jacek Laberschek i Marceli Antoniewicz uważali, że kasztelania w Lelowie mogła być bardziej symbolicznym określeniem, związanym z dawnymi tradycjami.

### Relokacja, wytyczanie granic oraz nadanie praw miejskich dla nowego miasta
Relokacja Lelowa, zapoczątkowana przez Kazimierza Wielkiego, była jednym z najważniejszych wydarzeń w historii miasta. Proces ten nie tylko zmienił fizyczne położenie Lelowa, ale również wpłynął na jego rozwój gospodarczy i społeczny. Relokacja była odpowiedzią na liczne problemy, które trapiły miasto w dotychczasowej lokalizacji, takie jak zagrożenia zewnętrzne oraz ograniczenia przestrzenne, które hamowały jego dalszy rozwój.
Kazimierz Wielki, dostrzegając strategiczne położenie Lelowa na ważnym szlaku komunikacyjnym łączącym Kraków ze Śląskiem i Wielkopolską, zdecydował o przeniesieniu miasta na nowe, bardziej obronne miejsce w zakolu rzeki Białki. Wybór tej lokalizacji nie był przypadkowy – naturalne ukształtowanie terenu zapewniało lepsze warunki obronne, co było kluczowe w średniowieczu, kiedy zagrożenia militarne były powszechne.
W 1341 roku Lelów otrzymał prawa miejskie na prawie magdeburskim, co formalnie ustanowiło nową lokalizację miasta jako pełnoprawnego ośrodka miejskiego. Zadanie przeniesienia miasta i wytyczenia jego nowych granic zostało powierzone Wisławowi, mieszczaninowi lelowskiemu, który miał za zadanie przeprowadzić komasację rozproszonych gruntów wójtowskich oraz wytyczyć nowy układ urbanistyczny miasta. Wisław stanął przed trudnym zadaniem, ponieważ musiał wykupić liczne, rozproszone działki należące do różnych właścicieli, co skomplikowało i przedłużyło cały proces.
Pomimo tych wyzwań, Kazimierz Wielki sprzedał wójtostwo w Lelowie Wisławowi w 1343 roku, aby ułatwić dalszy rozwój miasta. Wisław jednak nie zdołał zakończyć procesu translacji w ciągu kilku lat. Przed 1349 rokiem Wisław odstąpił wójtostwo Fryczkowi, który stał się nowym wójtem dziedzicznym Lelowa, zaś Wisław postanowił lokować inne miasto na prawie niemieckim. Fryczek zarządzał wójtostwem, które obejmowało liczne przywileje i dochodowe nieruchomości, takie jak młyny, jatki oraz inne ważne dla miasta obiekty.
W lipcu 1345 roku miało miejsce zbrojne starcie między wojskami polskimi, wspieranymi przez oddziały węgierskie, a wojskami czeskimi, będące częścią szerszego konfliktu polsko-czeskiego. Po nieudanej wyprawie króla Czech, Jana Luksemburskiego, na Kraków, jeden z wycofujących się oddziałów czeskich został dopadnięty i rozgromiony przez wojska polskie pod wsią Biała.
W 1365 roku, po śmierci Fryczka, wójtostwo w Lelowie zostało nabyte przez Marcina, kolejnego mieszczanina lelowskiego. Marcin przejął wójtostwo od dzieci zmarłego Fryczka, co pozwoliło mu na dalsze zarządzanie miastem i jego dobrami. Przejęcie wójtostwa przez Marcina było jednym z ostatnich etapów stabilizacji władzy w mieście po trudnym okresie translacji.
Prace nad wytyczaniem granic miasta oraz jego infrastruktury były podzielone na kilka etapów i przeciągały się z powodu licznych trudności. Pierwszy etap, trwający od 1333 do 1340 roku, polegał głównie na regulacji stosunków własnościowych oraz przygotowaniu terenu pod zabudowę. Drugi etap, realizowany w latach 1341–1350, obejmował wytyczenie układu urbanistycznego nowego miasta, w tym rynku o wymiarach 80 na 80 metrów, siatki ulic oraz obszaru przeznaczonego na budynki mieszczan. W trzecim etapie, trwającym od 1351 do 1370 roku, wytyczono linię umocnień obronnych, które obejmowały mury z kamienia łamanego, dwie główne bramy: Bramę Grodzką na zachodzie i Bramę Krakowską na wschodzie oraz dwie furty: Kaczą oraz Sukienników, oraz rozpoczęto budowę kluczowych obiektów, takich jak kościół św. Marcina oraz klasztor franciszkanów, ufundowany przez Kazimierza Wielkiego w 1357 roku.

### Złoty okres miasta
Złoty okres Lelowa, trwający od XIV wieku, był czasem dynamicznego rozwoju miasta pod względem gospodarczym, społecznym i urbanistycznym. W tym czasie Lelów przekształcił się w ważny ośrodek handlowy i rzemieślniczy, co znacząco wpłynęło na jego wzrost znaczenia oraz dobrobyt mieszkańców.
Miasto otrzymało lokację miejską w 1341 roku na prawie magdeburskim. Dzięki temu mieszkańcy zyskali możliwość samorządności oraz liczne ulgi podatkowe. Wewnątrz murów znajdował się ratusz, który pełnił funkcje administracyjne i sądownicze, będąc sercem życia politycznego miasta.
W mieście działało wiele cechów rzemieślniczych, zrzeszających rzemieślników różnych specjalności, takich jak kowale, szewcy, piekarze, garncarze, tkacze, a także sukiennicy. Cechy te nie tylko regulowały standardy produkcji i handlu, ale także odgrywały kluczową rolę w życiu obronnym miasta – cechy były zobowiązane do obrony konkretnej części murów miejskich w czasie walk, co czyniło je integralnym elementem systemu obronnego miasta. Przykładem tego jest Baszta Knapska, nad którą pieczę sprawowali sukiennicy (knapowie). Znajdowała się ona we wschodnim paśmie murów, najbardziej narażonym na ataki, ponieważ brakowało tam naturalnych przeszkód, takich jak rzeka, mokradła czy zarośla, które chroniły inne części miasta.
Jednym z najbardziej znanych cechów w Lelowie był cech sukienników. Sukiennicy zajmowali się produkcją wysokiej jakości tkanin, które były cenione zarówno w regionie, jak i poza jego granicami. Ich działalność miała kluczowe znaczenie dla gospodarki miasta. W 1362 roku król Kazimierz Wielki wydał specjalny akt regulujący działalność cechu sukienników w Lelowie. Akt ten zakazywał obcym kupcom sprzedawania sukna na targach tygodniowych w Lelowie w ilościach mniejszych niż jedna kopa groszy za postaw. Był to środek mający na celu ochronę lokalnych sukienników przed konkurencją ze strony przyjezdnych handlarzy. Naruszenie tego zakazu wiązało się z surową karą – konfiskatą sukna oraz całego majątku.
W 1410 roku, w czasie wielkiej wojny z Zakonem Krzyżackim, król Władysław Jagiełło podjął decyzję o naprawie zamku lelowskiego, fosy zamkowej oraz miejskich murów obronnych. Jagiełło zlecił te zadania poddanym ze wsi należących do klasztoru cystersów w Jędrzejowie: Okołowic, Soborzyc, Rudników i Grodziska, znajdujących się w ziemi sieradzkiej, na północ od Lelowa. Opat klasztoru jędrzejowskiego zorganizował wykupienie robocizny, zlecając zakonnikowi Mikołajowi zarządzającemu tymi osadami, aby zapłacił za wykonanie prac.
Sąd nadworny w Lelowie, który odbył się w 1418 roku, działał w składzie: Paweł z Bogumiłowic, sędzia ziemski krakowski; Piotr Szafraniec, podkomorzy krakowski; Zbigniew z Brzezia, marszałek Królestwa Polskiego; Zaklika z Korzkwi, wojewoda sandomierski; Jan ze Zdakowa i kasztelan Stanisław Gamrat. Sąd ten oczyścił z zarzutów Macieja z Wielopola herbu Pilawa, uznając go za niewinnego.
19 marca 1425 roku na zamku mieszkańcy i władze Lelowa złożyli uroczystą przysięgę wierności królowi Władysławowi Jagielle, jego synowi Władysławowi oraz królowej Zofii.
Równie ważnym aktem było nadanie w 1455 przez Kazimierza Jagiellończyka przywileju sprzedaży lelowskiego sukna na łokcie we wszystkich miastach Królestwa Polskiego, zarówno na targach, jak i jarmarkach.
Dzięki tym regulacjom sukiennicy z Lelowa mogli swobodnie rozwijać swoje rzemiosło, co przyczyniło się do wzrostu liczby warsztatów i produkcji sukna. Akt Kazimierza Wielkiego pozostawał w mocy przez ponad sto lat, aż do 1512 roku, kiedy to król Zygmunt I Stary na prośbę lelowian odnowił ten przywilej, umożliwiając dalszy rozwój sukiennictwa w mieście.
Lelów, jako miasto królewskie, zobowiązany był do regularnych opłat podatkowych na rzecz monarchy. W okresie złotego wieku miasto wnosiło znaczne kwoty do królewskiego skarbu chociażby w 1530 roku Lelów, uiszczający 29 grzywien 8 gr podatku, znajduje się w grupie miast płacących najwyższy podatek, a więc najbogatszych, co świadczyło o jego wysokim statusie gospodarczym. Lelów płacił tzw. „szos” (podatek od nieruchomości), opłaty targowe, czynsze z posiadłości oraz inne daniny. Dochody z tych podatków były przeznaczane na potrzeby królestwa, ale również na rozwój infrastruktury miejskiej, w tym budowę i utrzymanie murów obronnych oraz innych ważnych obiektów publicznych.
Rzemiosło i handel były filarami gospodarki Lelowa. Oprócz cechu sukienników, miasto było znane z działalności licznych innych zawodów, takich jak płóciennictwo, rzemiosło skórzane, szewstwo czy kołodziejstwo. Miasto miało także prężnie działające młyny wodne takie jak: Górny Młyn usytuowany na południowy zachód od zamku lelowskiego, Dolny Młyn który znajdował się na zachód od zamku, Młyn plebański położony na północny zachód od Lelowa, nad rzeką Wąwoźną oraz Młyn wójtowski znajdujący się na południe od kościoła staromiejskiego, nad potokiem Czyżówka. Te młyny były kluczowe dla produkcji mąki i słodu, niezbędnych do produkcji piwa, co było kolejnym źródłem dochodów dla miasta. Lelów słynął z dobrej jakości piwa, które było eksportowane do innych regionów.
Lelów był także miejscem ważnych wydarzeń religijnych. W XIV wieku król Kazimierz Wielki do miasta sprowadza franciszkanów, którzy założyli klasztor, co umocniło pozycję Lelowa jako ważnego ośrodka religijnego. Kościoły i klasztory w Lelowie były nie tylko miejscami kultu, ale również ważnymi instytucjami gospodarczymi, które przyczyniały się do rozwoju miasta poprzez różne formy działalności, takie jak prowadzenie szkół czy szpitali.
Szpital miejski, znajdujący się za murami Lelowa, pełnił kluczową rolę w opiece nad chorymi i ubogimi mieszkańcami. Był to jeden z ważniejszych obiektów użyteczności publicznej, Szpital nie tylko zapewniał opiekę medyczną, ale również pełnił funkcję schronienia dla potrzebujących, co było istotne w kontekście średniowiecznych miast, gdzie choroby i ubóstwo były powszechne. Szpital ten był finansowany zarówno z funduszy miejskich, jak i z darowizn mieszkańców oraz przyjezdnych.
Złoty okres Lelowa zakończył się gwałtownie w 1546 roku, kiedy to miasto zostało zniszczone na skutek pożaru. Król Zygmunt I Stary zwolnił mieszkańców Lelowa z wszelkich podatków na 20 lat, aby pomóc im w odbudowie miasta. Mimo podjętych wysiłków, Lelów nigdy już nie odzyskał swojej dawnej świetności, a pożar z 1547 roku stał się symbolicznym końcem najświetniejszego okresu w jego historii.

### Powolny okres upadku miasta i
W XIX wieku Lelów zaczął tracić na znaczeniu. Po III rozbiorze Polski w 1795 roku, Lelów znalazł się pod zaborem pruskim, a następnie po kongresie wiedeńskim w 1815 roku przeszedł pod panowanie rosyjskie jako część Królestwa Polskiego.
W okresie powstania styczniowego doszło do Bitwy pod Mełchowem, która miała miejsce 30 września 1863 roku. Powstańcy pod dowództwem Zygmunta Chmieleńskiego stoczyli tam zaciętą walkę z wojskami rosyjskimi. Bitwa zakończyła się znacznymi stratami po stronie polskiej, upamiętnionymi dziś przez Mogiłę Powstańczą w pobliżu Mełchowa.
Kulminacją procesu utraty znaczenia była utrata praw miejskich w 1869 roku, co zakończyło kilkuwiekowy okres rozwoju Lelowa jako miasta.
Pomimo utraty statusu miasta, Lelów zachował swoje bogate dziedzictwo kulturowe i historyczne. Warto podkreślić, że Lelów od XVI wieku był także ważnym ośrodkiem żydowskim. W XIX wieku stał się centrum ruchu chasydzkiego za sprawą cadyka Dawida Bidermana. Współcześnie Lelów jest znanym miejscem pielgrzymkowym dla chasydów z całego świata, którzy odwiedzają grób cadyka.

## Zabytki

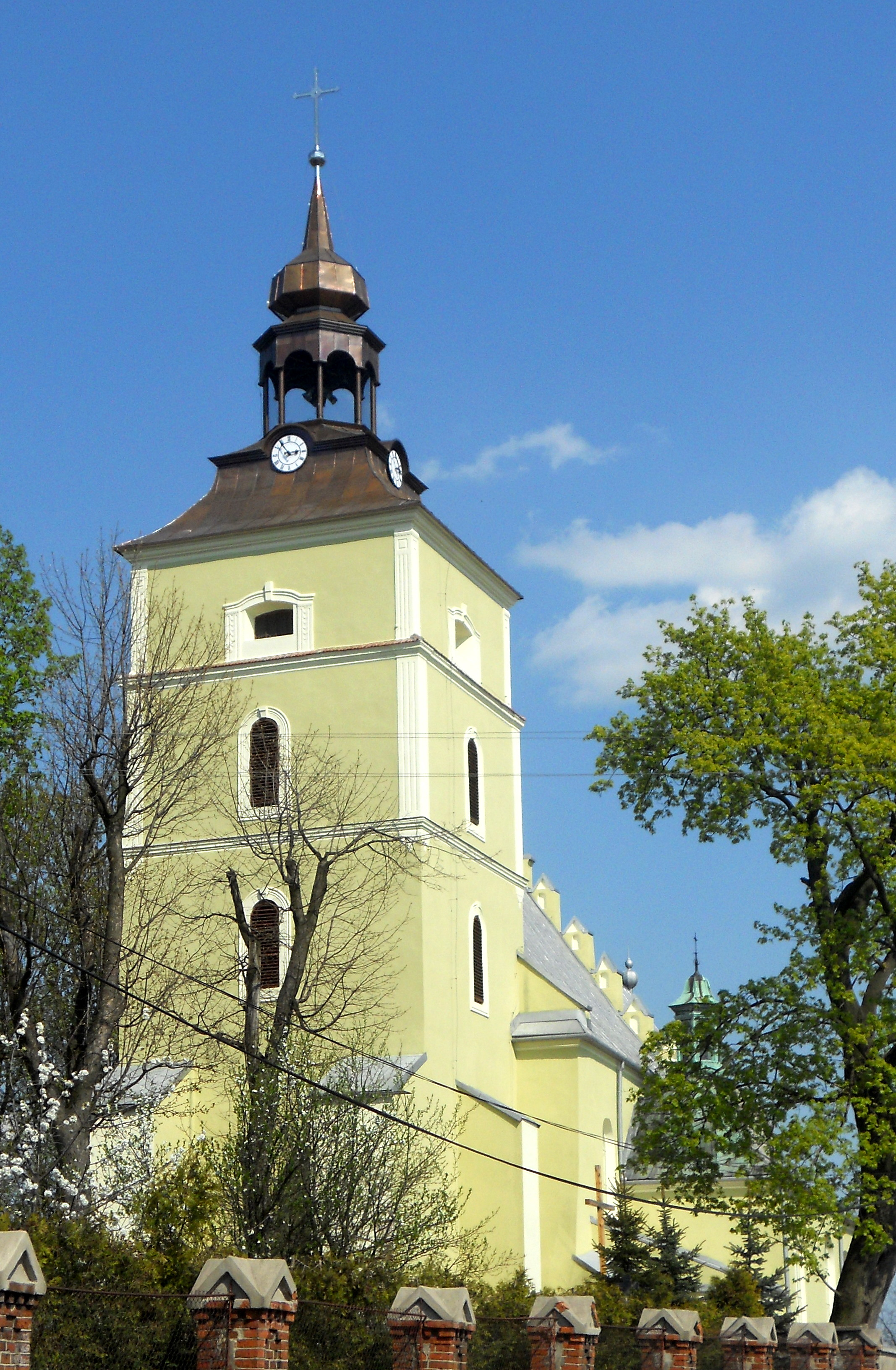
Kościół pw. św. Marcina w Lelowie

### Zachowane
- Kościół parafialny pw. św. Marcina z XIV/XV w. Przebudowany w 1638 roku
  - wewnątrz ocalały z pożaru we wrześniu 1939 roku krzyż
  - Kaplica Matki Boskiej Pocieszenia
- Ohel cadyka Dawida Bidermana, do którego corocznie na przełomie stycznia i lutego pielgrzymują chasydzi z całego świata
- Rynek (z każdego rogu odchodzą 2 ulice)
- Cmentarz katolicki, nr rej.: 398/86 z 17.06.1986 (obecnie nr rej. A/1264/23[19])

### Niezachowane
- Zamek w Lelowie – zbudowany w stylu gotyckim przez króla Kazimierza Wielkiego na planie prostokąta w miejscu wcześniejszego grodu. Został rozebrany w latach 1804–1805. Obecnie w tym miejscu znajduje się cmentarz
- Kościół i klasztor Franciszkanów z 1357 roku – rozebrany w 1825 r.
- Ratusz miejski
- Szpital miejski
- Brama Krakowska (Porta Cracoviensis) – Znajdowała się po wschodniej stronie miasta i była poświadczona w licznych źródłach od XV do XVI wieku[20].
- Brama Grodzka (Porta Castrensis) – Znajdowała się w północno-zachodniej części murów i prowadziła w stronę zamku lelowskiego oraz na trakt śląski[21].
- Mury obronne z łamanego kamienia zbudowane pomiędzy rokiem 1333–1370. Ich długość wynosiła około 1000 metrów. Rozebrane w latach 1848–1870[22].

### Pomniki i miejsca pamięci
- Pomnik Kazimierza Wielkiego (Rynek)
- Tablica upamiętniająca 800 lat Lelowa (Rynek)
- Mogiła Ignacego Trendy (plac kościoła parafialnego)
- Tablica upamiętniająca mieszkańców zamordowanych 4 września 1939 roku (ul. Klasztorna)
- Cmentarz Wojskowy poświęcony poległym żołnierzom z kampanii wrześniowej (ul. Żwirkowskiego)

## Atrakcje turystyczne
- Zalew na rzece Białce
- Święto Ciulimu i Czulentu

## Integralne części wsi
| SIMC    | Nazwa     | Rodzaj     |
| ------- | --------- | ---------- |
| 0137762 | Posłoda   | przysiółek |
| 0137779 | Pustkowie | przysiółek |
| 0137756 | Zbyczyce  | część wsi  |

## Komunikacja
Droga krajowa nr 46  (Kudowa – Jędrzejów), droga wojewódzka nr  (Koniecpol – Kraków), droga wojewódzka nr  (Staromieście – Brusiek), niegdyś część drogi wojewódzkiej  (Staromieście – Lubliniec).

## Połączenia drogowe
46 Kłodzko – Złoty Stok – Paczków – Otmuchów – Nysa – Niemodlin – Opole – Ozimek – Dobrodzień – Lubliniec – Blachownia – Częstochowa – Olsztyn – Lelów – Szczekociny
794 Koniecpol – Lelów – Pilica – Wolbrom – Skała – Kraków
Droga powiatowa 1114S: Wygiełzów – Turzyn – Lelów – Biała Wielka – Gródek

## Osoby związane z Lelowem

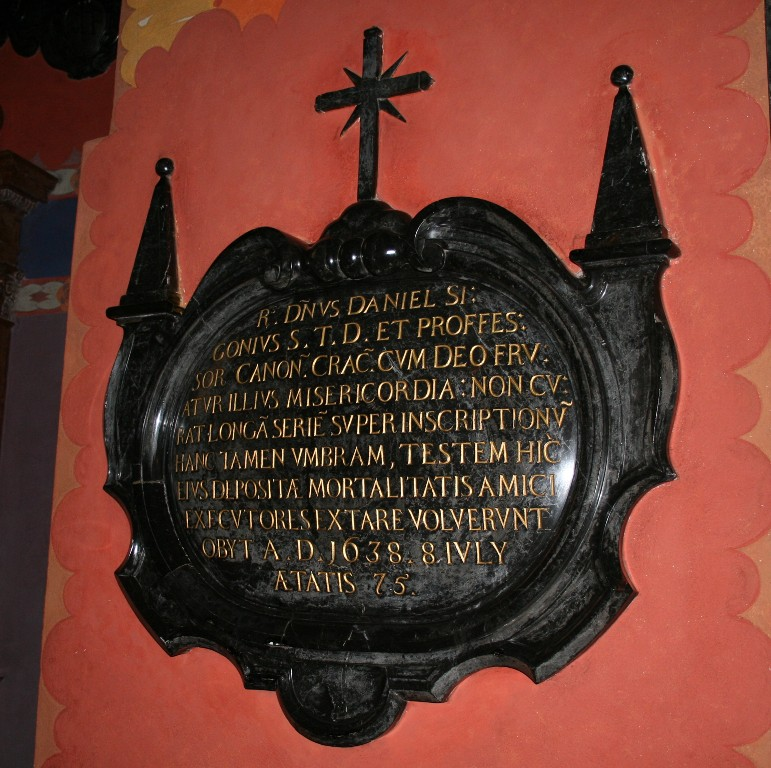
Epitafium Daniela Sigoniusa w Katedrze na Wawelu

## Galeria

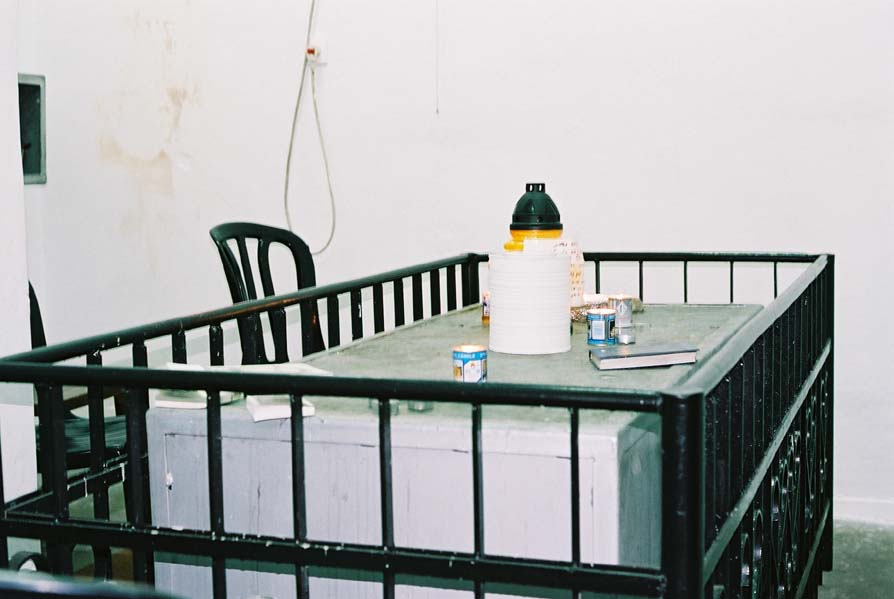
Grób cadyka – Dawida Bidermana
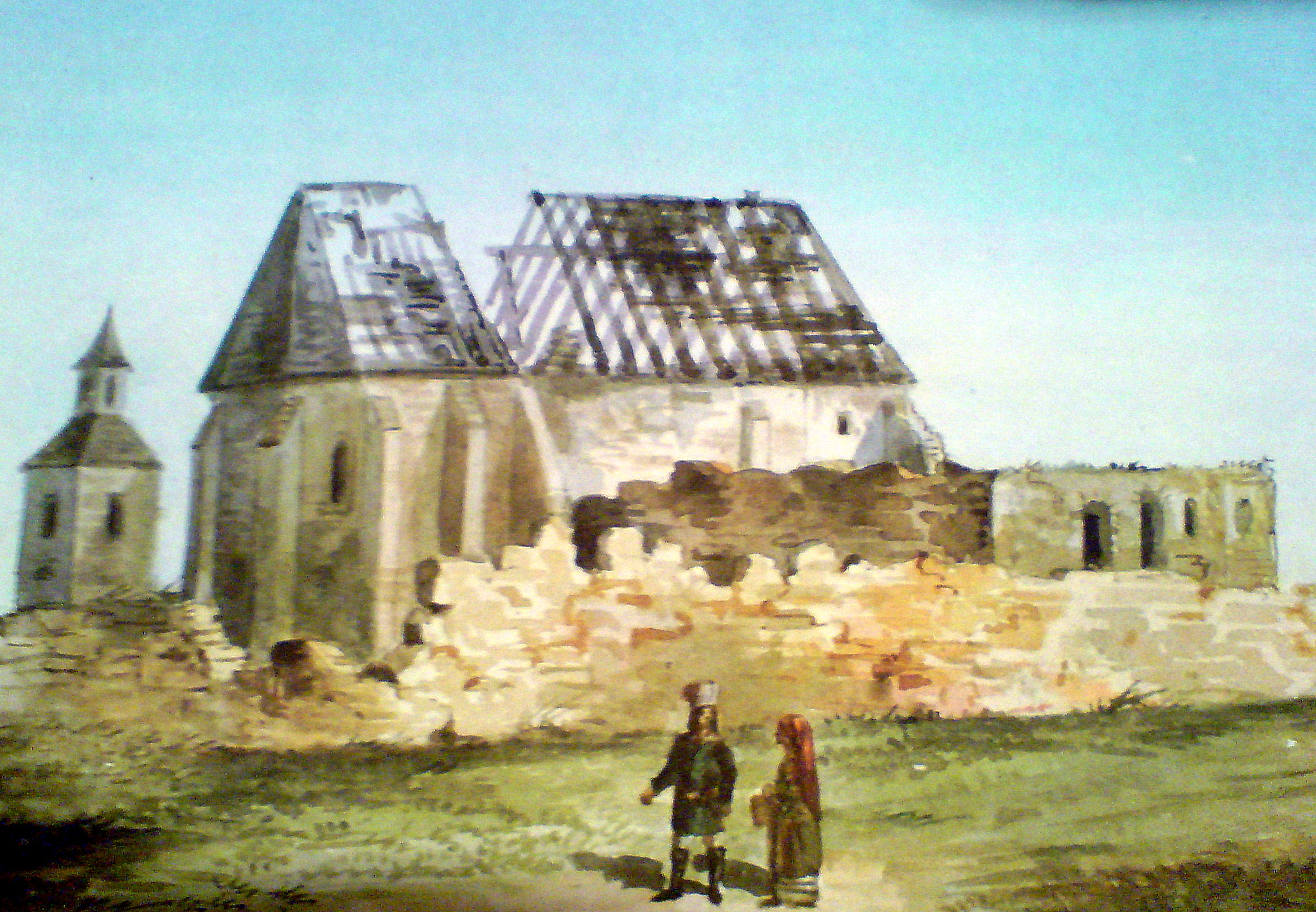
Kościół Franciszkanów w XIX w.
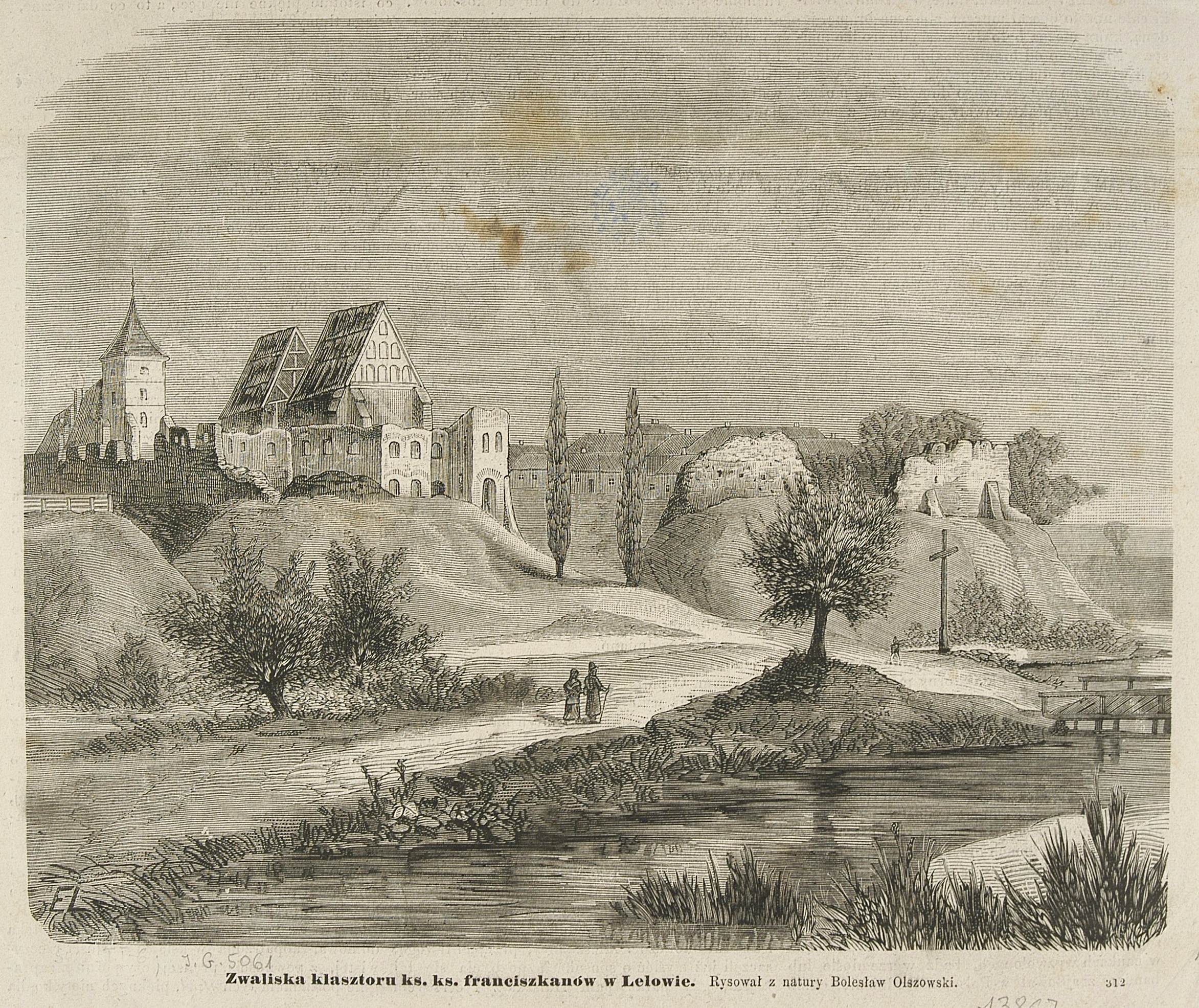
Drzeworyt Olszewskiego z 1876
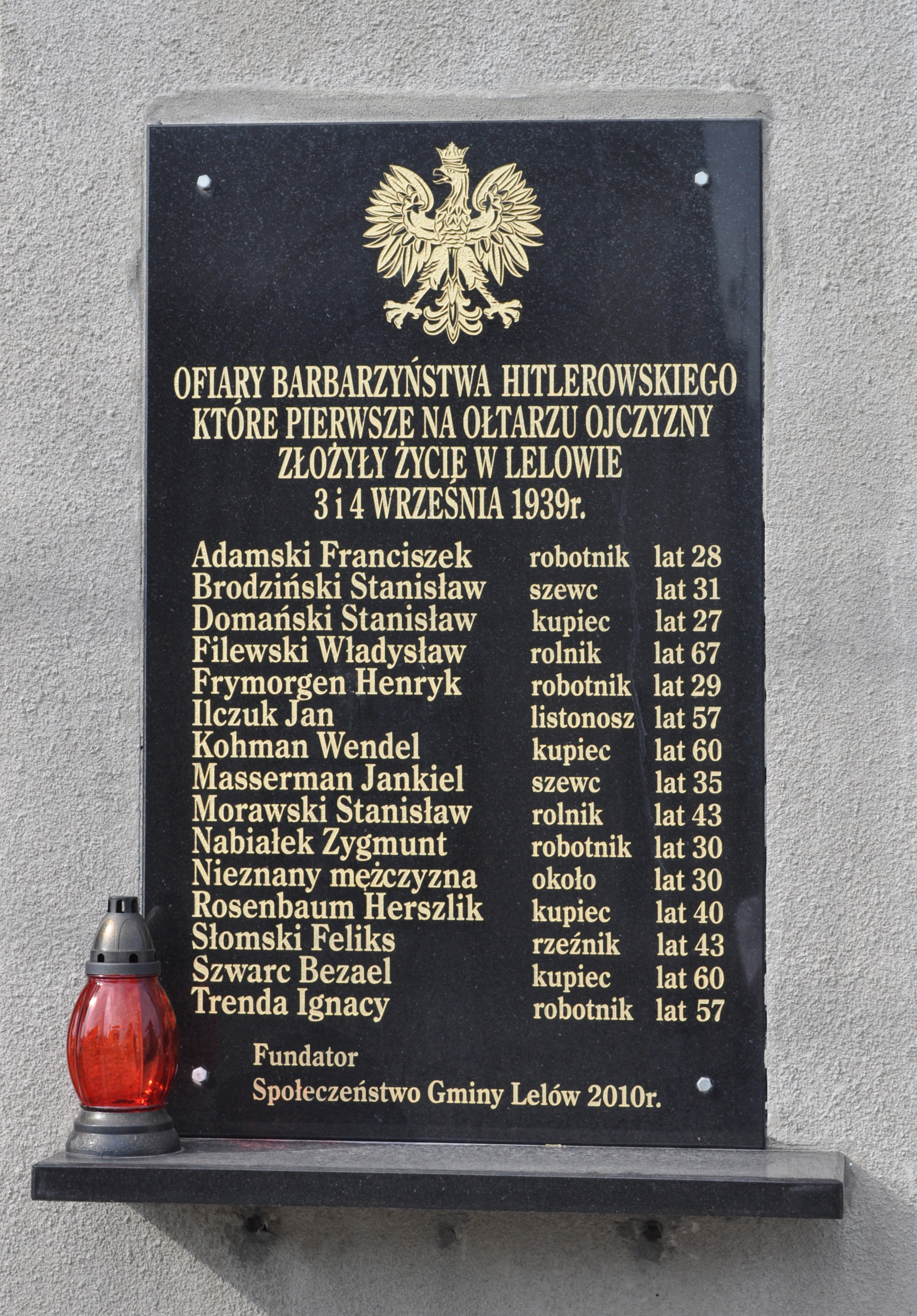
Tablica upamiętniająca mieszkańców zamordowanych 4 września 1939 roku